# Avenija Marina Držića
Avenija Marina Držića je prometno značajna avenija koja se proteže smjerom sjever-jug u središnjem i istočnom dijelu Zagreba. Nazvana je po Marinu Držiću, poznatom hrvatskom pjesniku iz 16. stoljeća.
Započinje na Trgu Petra Krešimira IV. te nastavlja južno od Šubićeve ulice. Križa se s Branimirovom ulicom, Ulicom grada Vukovara, Slavonskom avenijom, Ulicom Milke Trnine, Sajmišnom cestom i završava na Aveniji Dubrovnik u Novom Zagrebu, nastavljajući prema jugu kao Sarajevska cesta. Cijelom avenijom položene su ZET-ove tramvajske tračnice. Glavni zagrebački autobusni kolodvor nalazi se na aveniji.
Avenija prolazi kroz gradske četvrti Trnje i Novi Zagreb-istok, na dijelovima koji su granica između Trnja i Peščenice-Žitnjaka.

## Značajne građevine
- Autobusni kolodvor Zagreb nalazi se na Aveniji Marina Držića 4.
- Na broju 14 nalazi se Srednja strojarska industrijska škola.